# Christian Andreasen (fodboldspiller, født 1988)
Christian Andreasen (født 18. maj 1988) er en dansk tidligere fodboldspiller, der nu arbejder som advokat. Han har repræsenteret Randers FC i den danske Superliga, og har spillet for den finske klub TPS Turku i Veikkausliiga -mesterskabet, Thisted FC i Viasat Sport Divisionen og Flekkerøy IL i den norske 2. Division.
Født i Aalborg startede Andreasen sin ungdomskarriere i AaB, men rykkede hurtigt videre til Randers FC, hvor han ville have en større chance for at komme på 1. holdet. Han underskrev sin første professionelle kontrakt med Randers i sommeren 2007.  Andreasen fik sin debut for Randers FC seniortruppen den 30. marts 2008 i en kamp mod AC Horsens . Hans første mål for klubben var en kampvinder mod FC Nordsjælland den 12. maj 2008. Efter kampen udtalte Randers-træner Colin Todd, at Andreasen havde en lys fremtid foran sig på grund af hans målscoringsevne.  Den 29. april 2009 meddelte Randers, at de havde besluttet at udleje Andreasen til TPS Turku i den afsluttende Veikkausliiga indtil slutningen af 2008-09 sæsonen.  Andreasen nød en succesfuld låneophold hos TPS, hvor han scorede 5 mål i 8 kampe for klubben, da TPS sluttede på en tredjeplads i Veikkausliiga 2009 .
Den 16. juli 2009 underskrev Andreasen en to-årig kontrakt med Thisted FC i 1. division .  Andreasen blev straks fast starter for Thisted. Han scorede sit første hattrick i en professionel kamp i uafgjort 4-4 mod Kolding FC . Han scorede 7 mål i 15 kampe i efteråret 2009, men var så uheldig at få en skade på sin sene. Med skaden blev Andreasen udelukket i næsten et år, og han ville ikke spille før hans comeback den 10. oktober 2010. I januar 2011 fik Andreasen et tilbageslag, og blev opereret på grund af hans seneproblem. Han lavede et nyt comeback i maj 2011.
Den 1. juni 2011 tog Andreasen tilbage til Randers FC, og spillede for reserveholdet.  Dette var en del af hans helbredelse efter operationen.
I marts 2012 skrev Andreasen under med det norske hold Flekkerøy IL,  efter 27 mål i 39 kampe tog Andreasen tilbage til Danmark og skrev kontrakt med det danske 2. divisionshold Skive IK i august 2013. 